# Martin Poré
Martin Poré, né à Sens et mort le 6 septembre 1426, est un prêtre dominicain français et théologien de renom. Il est évêque d'Arras de 1407 à sa mort en 1426.  

## Biographie
Martin Poré est religieux dominicain, docteur en théologie de l'Université de Paris et chanoine de Cambrai. Il possède, comme son prédécesseur, la confiance des ducs de Bourgogne. Il est confesseur et prédicateur ordinaire du duc Jean qui l'emploie dans plusieurs occasions importantes. Martin Poré devient évêque d'Arras en 1407. À son retour du concile de Pise, Martin se rend en Angleterre pour y négocier le mariage de  Henri, prince de Galles, avec la fille du duc Jean, et Édouard, pour lui témoigner sa satisfaction, lui donne cent couronnes.
L'évêque d'Arras eut une grande influence sur les décisions du concile de Constance. On lui confie la difficile mission d'amener le pape  Jean XXIII à déposer la tiare. Martin échoue. Il est ensuite envoyé avec l'archevêque de Sens Henri de Savoisy et les évêques de Langres (Charles de Poitiers) et de  Thérouanne (Louis de Luxembourg) pour négocier la paix entre le dauphin et le duc de Bourgogne.